# メナンドロス (作家)

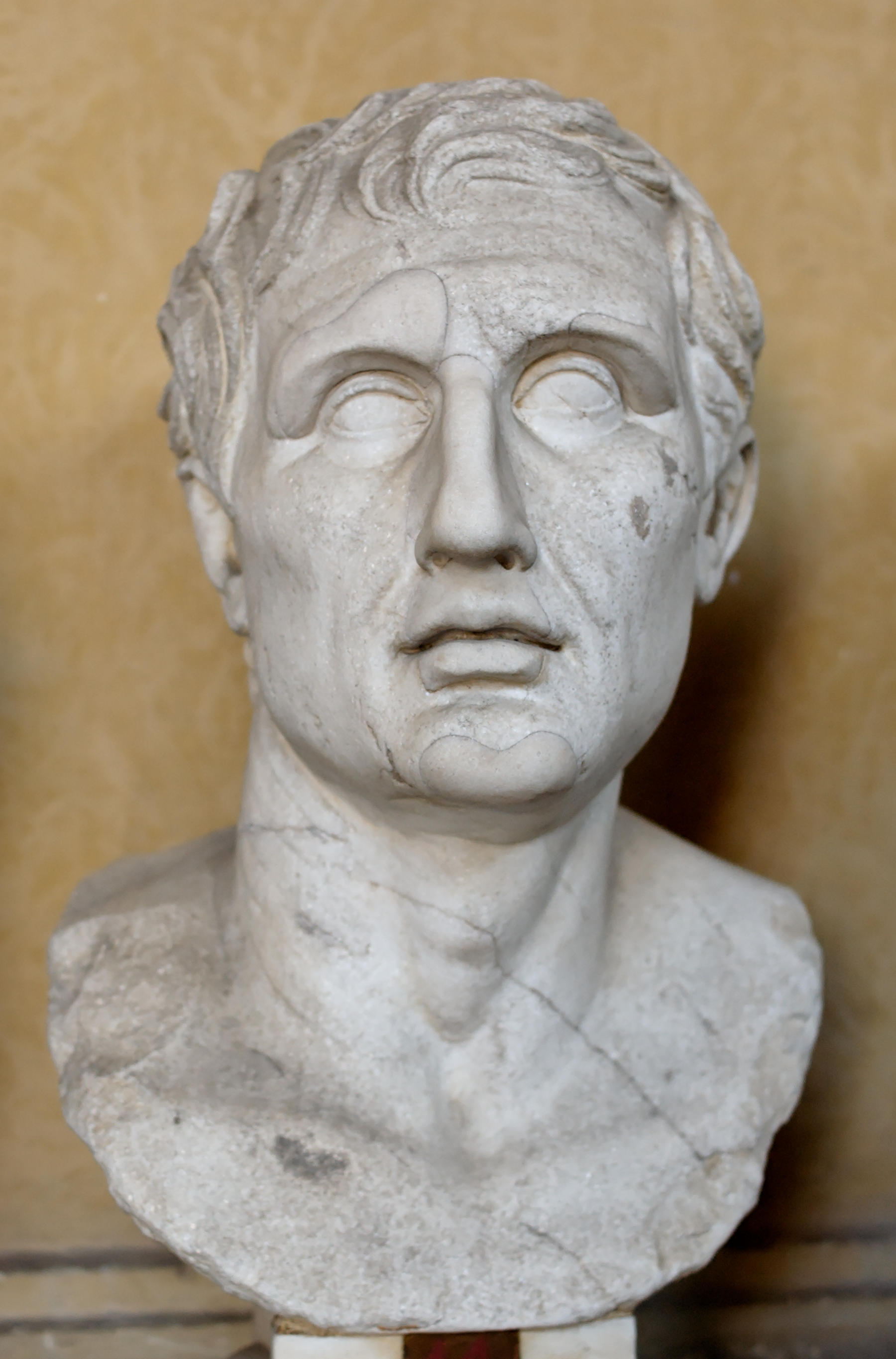
メナンドロス像。ギリシャ時代の作品の模刻。バチカン・キアラモンティ美術館蔵。

メナンドロス（古代ギリシア語: Μένανδρος / Menandros、紀元前342年 - 紀元前292年/291年）は、古代ギリシア（ヘレニズム期）の喜劇作家。ギリシア喜劇 (Ancient Greek comedy) のうち、「新喜劇」（アッティカ新喜劇（Attic new comedy） あるいは アテナイ新喜劇（Athenian new comedy））と呼ばれる作品群の代表的な作者である。

## 生涯
アテナイの富裕な名門に生まれる。父はアテナイの将軍・政治家であるディオペイテス（Diopeithes）。叔父は喜劇作家アレクシス（Alexis）で、メナンドロスの喜劇はこの叔父から影響を受けたと考えられる。
メナンドロスは、哲学者・博物学者テオプラストス（アリストテレスの後継者）の友人・同僚であり、ときには弟子であった。また、アテナイの独裁者であったファレロンのデメトリオス（Demetrius Phalereus）とも親密であった。またエジプト王プトレマイオス1世の後援者でもあった。プトレマイオスはメナンドロスをその宮廷に招こうとしたが、メナンドロスはこれを拒み、愛人のグリセラ（Glycera）とともにピレウスにある別荘で隠棲することを選んだ。
メナンドロスは、生涯に数百点の喜劇を著した。レナイアの祭典（Lenaia）でも7回にわたって賞を得ている。アテナイのディオニューシア祭での記録ははっきりしないが、同様に素晴らしいものであったろうと推測されている。劇作上のライバルであり、グリセラの愛を競った相手であるフィレモン（Philemon）は当時多くの人気を得ていたが、メナンドロスは自分の方がより優れた劇作家だと信じていた。アウルス・ゲッリウスが記すところによると、メナンドロスはフィレモンに次のように訊ねたという。「私より名声を得ていることが恥ずかしいと思わないのかね」。また、カラクテーのカイキリオス（エウセビオスの著書 Praeparatio evangelica ではテュロスのポルピュリオスとされている）によると、メナンドロスのThe Superstitious Man が アンティファネス（Antiphanes）のThe Augur からの剽窃の疑いをかけられ有罪になったという。もっとも、このような主題の変形（Variation on a theme）は当時としてはありふれたものであり、嫌疑はばかげたものであった。
のちにオウィディウスの Ibis の注釈者が記すところによると、メナンドロスのは入浴中に溺死したという。彼の栄誉を讃えて土地の人々はアテナイへと通じる道に墓所をつくった。この墓所は、2世紀の地理学者パウサニアスによっても描かれている。

## 作品

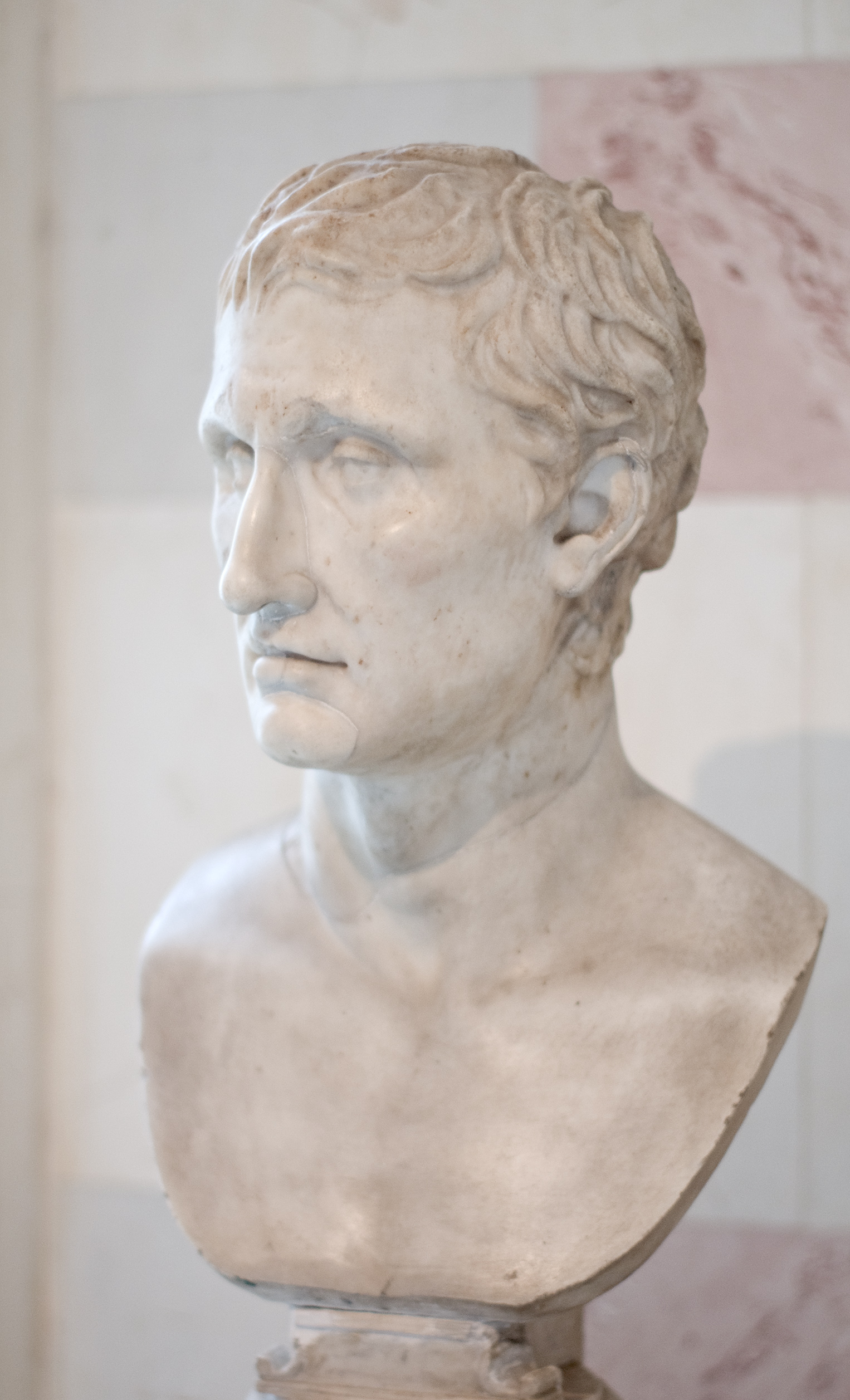
別のメナンドロス像。エルミタージュ美術館蔵。

メナンドロスはエウリピデスを崇拝し、模倣した。メナンドロスの日常の生活に対する鋭い観察や心理分析、道徳的な格言好みは、多くの諺を生んだ。「友のものは皆のもの」（The property of friends is common）、「神々が愛する人たちは若くして死ぬ（＝才子薄命）」（Whom the gods love die young）、「悪い付き合いは良い習慣を駄目にする（＝朱に交われば赤くなる）」（Evil communications corrupt good manners）などであり、のちに新約聖書の中で引き合いに出されたものもある。また、メナンドロスの初期の作品 Drunkenness にあった、政治家を槍玉に挙げるセリフは長く残った。アリストファネス式に下品な言葉を投げかける場面は、メナンドロスの作品では少ない。
ローマ時代には、メナンドロスを模倣する作家たちが現れた。テレンティウスの作品にはメナンドロスの作品が公然と引用されたり、あるいは他の題材とあわせて用いられたりしている。このほか、プラウトゥスやカエキリウス・スタティウス（Caecilius Statius）の作品にもメナンドロスの影響が色濃い。プルタルコスはメナンドロスとアリストファネスを対比し、クインティリアヌス（Institutio Oratoria）はメナンドロスが「アッティカの語り部カリシウス」の名で作品を発表したという伝統的な解釈を受け入れた上で賞賛するなど、メナンドロスは古代の作家たちのお気に入りの人物であった。彼の胸像も多く残されている。
メナンドロスは作者のはっきりしないいくつかの風刺詩の作者に擬せられた。プトレマイオス1世とやりとりしたとされる手紙や議論がスーダ辞典に言及されているが、おそらく実際にはメナンドロスのものではないだろう。出典の定かでないもの、出典が異なるものも含まれた警句はのちに集められ、「メナンドロスの一行格言」（Menander's One-Verse Maxims）など学校で用いられるような道徳書として刊行された。
完全な形の彼の作品がどれだけの期間存在したかははっきりしないが、ミカエル・プセルロスが記述するところによると、11世紀のコンスタンティノープルでは23作品を見ることができたという。いつしか彼の作品そのものは忘れ去られ、19世紀の終わりになると、メナンドロスについて知られていることは、他の作者によって格言として引用された断片がすべてであった。アウグストゥス・マイネッケ（Augustus Meineke）らが記した書には、古代の辞書編纂者が引用した1650もの格言が収集されている。

## 再発見
1907年、カイロ古写本の発見によってこの状況は急変する。この写本には、「サモスの女」の大部分、「髪を切られる女」、Men at Arbitration、Heroの一部と、その他もとの作品がはっきりしない断章が含まれていた。これに先立つ1906年には、Sikyonian(s) の116行分の断片がミイラの棺に収められた張り子から発見されている。
1959年に公刊されたボドマー・パピルス（Bodmer Papyri）には、Dyskolos、「サモスの女」の大部分、Shieldの半分が含まれていた。1960年代の終わりには、2つのミイラの棺の充填材とされていたパピルスから Sikyonian の多くの部分が見つかった。この断片は、1906年に見つけられた部分と同一の出所を持つ資材で、明らかに再利用されたものであった。
その他のパピルスの断片も、発見と公刊が続いている。
ただし、欠落のないテキストは存在せず、現在でもコロスの内容も不明である。ギリシアでは新喜劇の時代になると、コロスは劇の内容とは関係が薄いものとなっていた。たとえば酔っ払いの一群が通り過ぎる場面でコロスが登場する。
多くの作品は男女が結婚する大団円を迎える。
ただし、いくつかの作品はそのきっかけが性暴力によって生まれた子供である。
一説によれば、当時のアテナイの法律では姦通のほうが性暴力よりも罪が重く、より罪の軽いほうで起訴されるケースもあったそうだ。
エピトレポンテス、サミアがその例である。

## 現存する作品
- デュスコロス（人間嫌い、気むずかし屋）
- アスピス（楯）
- エピトレポンテス（辻裁判、調停裁判）
- ペリケイロメネー（髪を切られた女、髪を切られる女）
- サミア（サモスの女）
- シキュオーニオイ（シキュオーン人）

他、断片

## 日本語訳
- 『ギリシア喜劇 第2巻』 人文書院、1961年[注釈 1]
- 『ギリシア喜劇全集 第5・6巻 メナンドロスI・II』 岩波書店、2009-2010年